# Сандерс-Брамс, Хельма
Хельма Сандерс-Брамс (нем. Helma Sanders-Brahms; 20 ноября 1940, Эмден — 27 мая 2014, Берлин) — немецкий кинорежиссёр.

## Краткие биографические сведения
Заниматься кинематографом Сандерс-Брамс начала с 1971 года, когда вышел её дебютный короткометражный фильм «Die industrielle Reservearmee». Первый крупный успех к ней пришёл с фильмом Германия, бледная мать, вышедшим на экраны в 1980 году. Этот фильм был номинирован на получение «Золотого медведя» — высшей награды Берлинского кинофестиваля, а также выиграл гран-при Кретейского женского кинофестиваля (англ. Créteil International Women's Film Festival). Помимо режиссёрской деятельности Хельма Сандерс-Брамс являлась продюсером и сценаристом многих своих фильмов, а также рассказчиком в фильмах «Unter dem Pflaster ist der Strand», «Shirins Hochzeit», «Германия, бледная мать». В 1995 году Сандерс-Брамс совместно с другими режиссёрами с мировым именем сняла короткий киноролик, используя камеру братьев Люмьер. Эти киноролики были объединены в фильм «Люмьер и компания».

## Избранная фильмография
| Год  | Русское название       | Оригинальное название       |
| ---- | ---------------------- | --------------------------- |
| 1980 | Германия, бледная мать | Deutschland, bleiche Mutter |
| 1987 | Лапута (фильм)         | Laputa                      |
| 1992 | Яблони                 | Apfelbäume                  |
| 1995 | Люмьер и компания      | Lumière et compagnie        |